# Сан-Мартино-ди-Лота (кантон)
Сан-Мартино-ди-Лота (фр. San-Martino-di-Lota) — упразднённый в 2015 году кантон во Франции, находился в регионе Корсика, департамент Верхняя Корсика. Входил в состав округа Бастия.
Код INSEE кантона — 2B45. Всего в кантон Сан-Мартино-ди-Лота входило 3 коммуны, из них главной коммуной являлась Сан-Мартино-ди-Лота. 22 марта 2015 года 2 коммуны вошли в состав нового кантона Кап-Корс, а Вилле-ди-Пьетрабуньо перешла в кантон Бастия-1.

## Коммуны кантона
| Коммуна              | Население, чел. (2006) | Почтовый индекс | Код INSEE |
| -------------------- | ---------------------- | --------------- | --------- |
| Вилле-ди-Пьетрабуньо | 3160                   | 20200           | 2B353     |
| Сан-Мартино-ди-Лота  | 2748                   | 20200           | 2B305     |
| Санта-Мария-ди-Лота  | 2003                   | 20200           | 2B309     |

## Население
Население кантона на 2008 год составляло 7866 человек.
| 1962 | 1968 | 1975 | 1982 | 1990 | 1999 | 2006 | 2007 | 2008 |
| ---- | ---- | ---- | ---- | ---- | ---- | ---- | ---- | ---- |
| 2111 | 4198 | 5450 | 6576 | 7242 | 7271 | 7911 | —    | 7866 |